# Templul Sefard din Constanța
Templul Sefard din Constanța a fost un lăcaș de cult evreiesc din Constanța. Edificiul a fost construit în anul 1866 și demolat în anii 1980. Clădirea s-a aflat pe str. Mircea cel Bătrân, la nr. 18.